# Феєрверкер

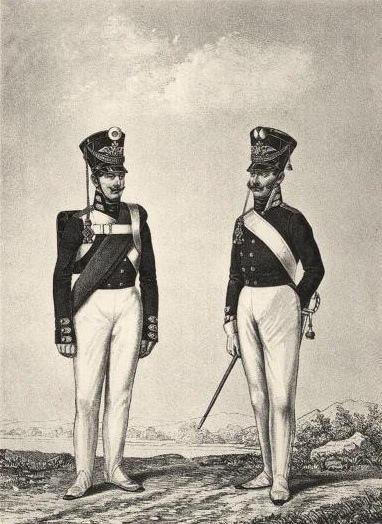
Канонір та феєрверкер гвардійської пішої артилерії, 1809—1810.

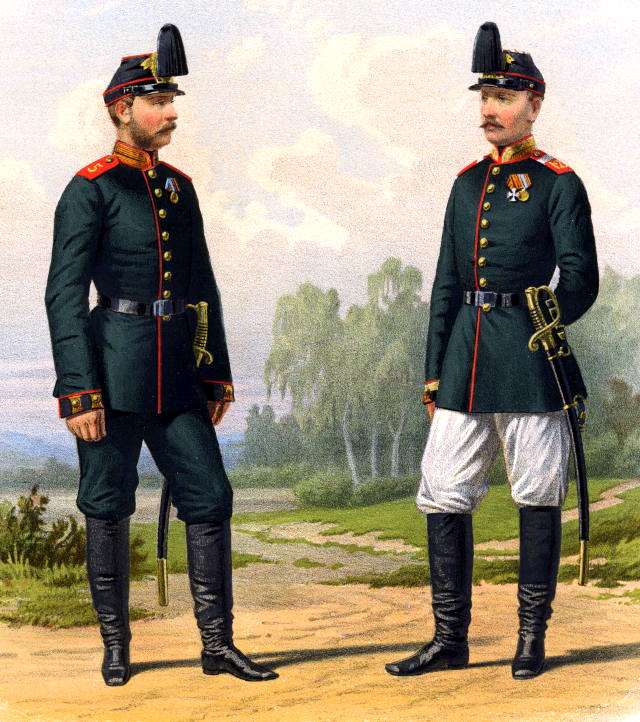
Канонір та феєрверкер 1878

Феєрве́ркер (нім. Feuerwerker — «працівник вогню») — військове звання та посада унтер-офіцерського складу в артилерійських частинах російської імператорської армії, а також у деяких іноземних арміях.
У російській армії з'явилося на початку XVIII століття, спочатку лише в «потішних» полках і дорівнювало в армійській артилерії званню капрал.
Після реформи 1884 року в артилерії впроваджено два нових звання:
- Феєрверкер (молодший феєрверкер) або віце-феєрверкер прирівнювалося до молодшого унтер-офіцера в інших родах військ;
- Старший феєрверкер або обер-феєрверкер.

## Австро-угорська армія (1867–1918)
У артилерії Австро-Угорської армії  феєрверкер (нім. Feuerwerker) військове звання унтерофіцерського класу. У кавалерії йому відповідало звання – вахмістр, в піхоті – фельдфебель, в гірськострілецьких частинах – оберєгер.  
Знаками розрізнення були петлиці з трьома білими шестипроменевими зірками. Петлиця мала облямівку у вигляді 13-міліметрового імперського жовтого шовкового галуну 
|            |
| Феєрверкер |